# Abbaye de Farfa
Pour les articles homonymes, voir Abbaye Sainte-Marie.
L'abbaye Sainte-Marie de Farfa est un monastère bénédictin se trouvant à Fara in Sabina, Latium (Italie), à quelque 50 km de Rome. Très ancienne (fondée au VIe siècle) l’abbaye eut une grande importance politique - et territoriale - au temps de Charlemagne (abbaye impériale) et un prestige intellectuel considérable tout au long de son histoire. Elle appartient à la fédération bénédictine du Mont-Cassin.

## Histoire

### Origine et fondation
Fondée vers 554]dans une ancienne villa romaine par l’évêque de Spolète, l’abbaye subit la furie des Lombards : la première basilique et quelques modestes bâtiments monastiques sont détruits à la fin du VIe siècle. Le second fondateur en est Saint Thomas de Maurienne. Une vision de la Vierge Marie lui enjoignant de reconstruire une basilique mariale abandonnée du Latium poussa Saint Thomas à revenir de Jérusalem dans son pays. L’abbaye fut restaurée en 690.

### Période impériale
L’abbaye obtient la protection du duc de Spolète et sous la direction d’abbés liés au pouvoir des rois francs elle se développe et devient très prospère. Son domaine s’étend du Latium aux Marches, Les bâtiments sont fortifiés. Elle frappe monnaie et possède ses forces armées. Charlemagne en route vers Rome pour y être couronné empereur (25 décembre 800) y passe quelques jours et lui octroie le titre d’impériale. Au zénith de son importance l’abbaye contrôle quelque 600 églises et couvents, 132 châteaux forts et 6 villes fortifiées, plus de 300 villages sans parler d’une flotte navale commerciale exempte de taxes impériales (basée à Civitavecchia). C’est durant ce IXe siècle que les bâtiments monacaux prennent leur plus grande expansion et l’église abbatiale est élargie. Sa puissance économique et sa quasi indépendance, tout en étant si proche de Rome et des papes crée des tensions. L’abbé de Farfa fait de l’ombre au pape…
Très liée au pouvoir Franc l’abbaye perd son influence à mesure que décline l’empire Carolingien. À la fin du IXe siècle les Sarrasins envahissent la Sabine et sont à Farfa. Après un siège de 7 ans l’abbaye (défendue par l’abbé Pierre I et ses milices) est abandonnée par ses moines, prise par les Sarrasins, pillée et brûlée (891). Un groupe de moines fonde l’abbaye de Matenato dans les Marches, d’autres sont massacrés par les envahisseurs et le troisième groupe, après des années d’exil à Rome, revient à Farfa, sous la direction de Ratfred pour y reprendre la vie monastique (vers 913). Mais la situation a changé : d’importantes familles romaines se sont installées et ont pris le contrôle du territoire en le morcelant.

### Période clunisienne (997-1400)
L’abbé Hugues I (997-1038) introduit la réforme clunisienne. Si l’abbaye a perdu en pouvoir socio-politique, elle gagne en rayonnement intellectuel et spirituel. L’historien Grégoire de Catino (1062-1133) en développe le scriptorium ; il crée une écriture propre à Farfa. À la fin du XIe siècle Farfa a sans doute une des plus riches bibliothèques d’Europe. Elle retrouve même une certaine prospérité économique. L’abbé Bérard I (1047-1089) achève la basilique, consacrée par le pape Nicolas II (1060). Lors de la grande querelle des investitures l’abbaye choisit de se trouver du côté de l’empereur. Cela lui donne de redevenir « impériale » (par Henri IV) mais le choix s’avère erroné. Les moines doivent se réfugier pour un temps sur le mont Acuziano.
Son déclin débute peu après. Par le concordat de Worms (1122) elle passe sous l’autorité pontificale. Avec l’abbé Adénolphe les moines se soumettent (1125). Eugène III y est consacré pape en 1145. Le déclin économique et monastique semble irréversible même si elle retrouve un éclat passager en 1264, lorsqu’elle est élevée au rang de diocesis nullius: l'abbé est fait évêque. Cela n'empêche pas que, vers le milieu du XIVe siècle, il soit frappé d’interdit et excommunié car le monastère n’est pas en mesure de payer ses taxes au pouvoir pontifical…

### Période de la commende (1400-1798)
Au début du XVe siècle, Carbone Tomacelli, Cardinal et neveu de Boniface IX, fut le premier abbé commendataire de Farfa. Dans la plupart des cas les abbés commendataires ne s’intéressaient qu’aux bénéfices à tirer de l’abbaye. Certains cependant prirent leur rôle à cœur. Ainsi les Orsini, à la fin du XVe siècle reconstruisent l’église (consacrée à nouveau en 1496). Les Barberini modernisent le bourg attaché à l’abbaye. En 1567, l’abbaye rejoint la congrégation cassinaise des abbayes bénédictines, ce qui lui donne une certaine stabilité durant deux siècles, sans que l’on puisse parler de nouvel essor.

### Fin et suppression
En 1798 les armées révolutionnaires françaises passent dans la région. Farfa est saccagée et officiellement supprimée. En 1861 la propriété est confisquée par l’État italien nouvellement créé, ce qui conduit au démembrement de la propriété parcellisée et vendue à des particuliers.

### Renaissance
Les descendants du dernier propriétaire des bâtiments principaux, le comte Volpi, donnent ce qui leur appartient aux moines bénédictins du monastère de Saint-Paul-hors-les-Murs à Rome. Ildefonso Schuster, abbé de Saint-Paul, envoie un groupe de moines en 1920 pour rétablir à Farfa la vie monastique. En 1928 Farfa est déclaré monument national. Des travaux de restructuration ont alors lieu, bien nécessaires pour adapter le monastère à la vie moderne.

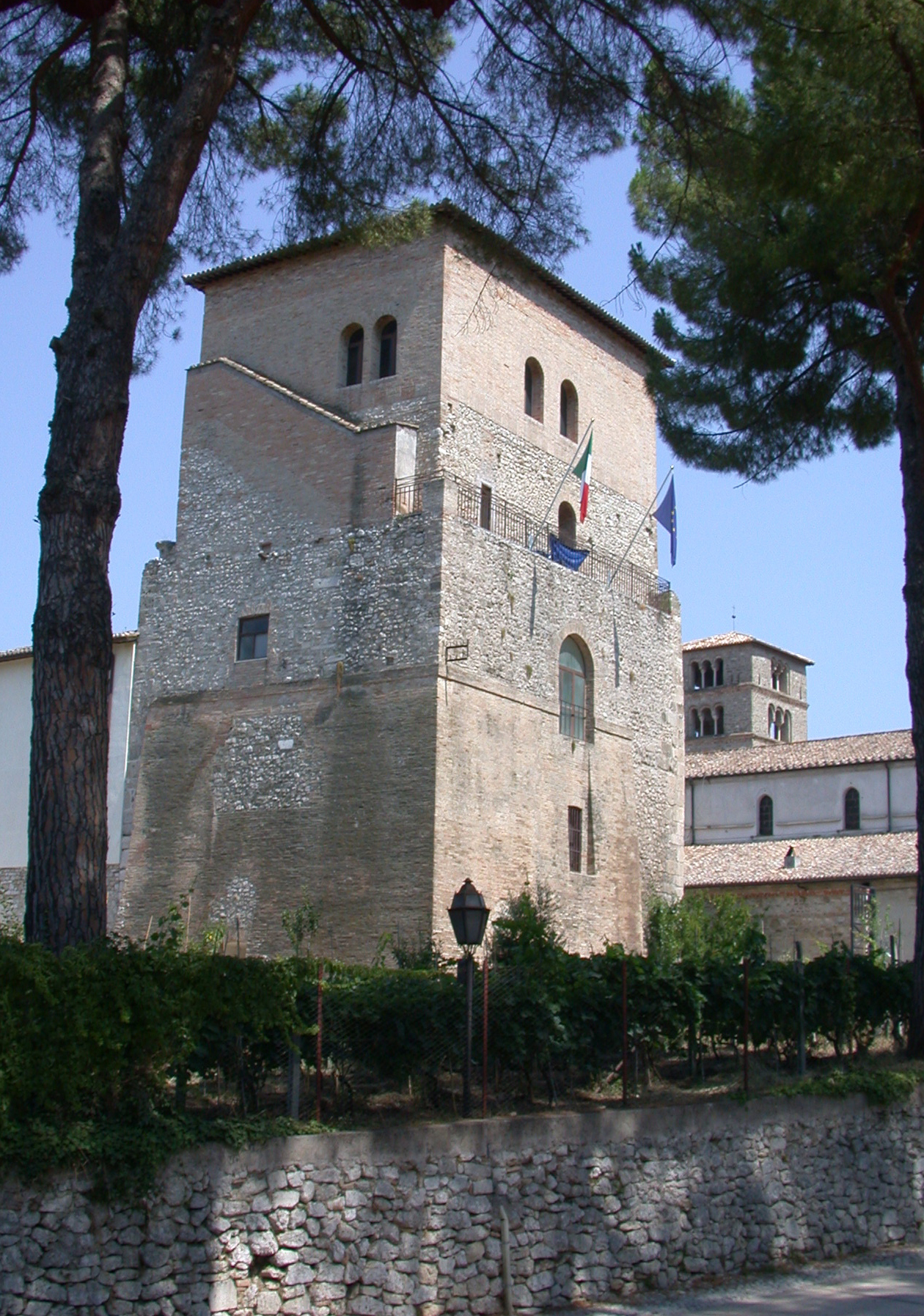
La tour carolingienne de l'abbaye

Aujourd’hui la communauté bénédictine de l’abbaye de Farfa comprend 7 moines, engagés dans l’apostolat paroissial (l’abbatiale-basilique de Farfa est également église paroissiale) et le travail intellectuel. Ils sont « gardiens » du monument national et, en particulier de la riche bibliothèque (quelque 250 incunables), qui fait maintenant partie de la bibliothèque nationale d’Italie. L’évêché abbatial de Farfa fut supprimé en 1841 pour être uni à celui de Sabina, devenu Sabina-Poggio-Mirteto lors de la réforme des diocèses italiens de 1986 (Jean-Paul II).

## Trésors d’art et d’histoire
- le cloître « lombard » et le grand cloître
- La tour carolingienne (IXe siècle)
- L’abbatiale-basilique, à trois nefs. Sur le mur du fond un Jugement universel du peintre flamand Henri van den Broek (1561). D’autres fresques du XVIe et XVIIe siècles. Un autel d’époque carolingienne. Portail d’entrée roman.
- La crypte de l’abbatiale avec son sarcophage de l'époque romaine (IIe siècle).
- La bibliothèque (45 000 volumes) comprenant quelques codex très anciens et une riche collection d’incunables. Son scriptorium.
- Les peintures murales du campanile et du chœur carré